# Rózsáshasú pirók
A rózsáshasú pirók (Carpodacus rodochroa) a madarak osztályának verébalakúak (Passeriformes) rendjébe és a pintyfélék (Fringillidae) családjába tartozó faj.

## Rendszerezése
A fajt Nicholas Aylward Vigors ír zoológus írta le 1831-ben, a Fringilla nembe Fringilla rodochroa néven. Néha tévesen használják a Carpodacus rodochrous névet is.

## Előfordulása
Ázsia déli részén, Bhután, Kína, India, Nepál és Pakisztán területén honos. Természetes élőhelyei a mérsékelt övi erdők, szubtrópusi vagy trópusi magaslati füves puszták és cserjések, valamint ültetvények, szántóföldek és vidéki kertek. Magassági vonuló.

## Megjelenése
Testhossza 15 centiméter, testtömege 16-20 gramm.
|  |

## Természetvédelmi helyzete
Az elterjedési területe nagyon nagy, egyedszáma pedig stabil. A Természetvédelmi Világszövetség Vörös listáján nem fenyegetett fajként szerepel.